# Sant Miquel de Soses
Sant Miquel de Soses és una església de les darreres tendències de Soses (Segrià) inclosa a l'Inventari del Patrimoni Arquitectònic de Catalunya.

## Descripció
Capella moderna que es va aixecar sobre una d'antiga que datava de l'any 1700.
La façana és irregular, formant un angle obtús per la banda esquerra. La porta, rectangular, és molt àmplia, resseguida per la banda de dalt per una cornisa blanca que arriba fins a l'extrem dret de la façana. Al capdamunt hi ha un petit campanar d'espadanya de forma rectangular. Els laterals de la capella són arrebossats amb calç.
L'ermita està situada als afores del poble, concretament a uns 400 metres abans d'arribar al poble de Soses, direcció Alcarràs-Soses.